# Strobilanthes siamensis
Strobilanthes siamensis är en akantusväxtart som beskrevs av C. B. Cl.. Strobilanthes siamensis ingår i släktet Strobilanthes och familjen akantusväxter. Inga underarter finns listade i Catalogue of Life.